# گریت اوانز
گریت اوانز (انگلیسی: Great Evans؛ زادهٔ ۲۵ اکتبر ۲۰۰۰) بازیکن فوتبال اهل بریتانیا است.
از باشگاه‌هایی که در آن بازی کرده‌است می‌توان به باشگاه فوتبال ای‌اف‌سی ویمبلدون اشاره کرد.